# Podnoszenie ciężarów na Letnich Igrzyskach Olimpijskich 1976
Podnoszenie ciężarów na Letnich Igrzyskach Olimpijskich 1976 w Montrealu odbyło się w dniach 18 - 27 lipca w hali Aréna Saint-Michel. W zawodach wzięło udział 173 sztangistów (tylko mężczyzn) z 46 krajów. W tabeli medalowej najlepsi okazali się reprezentanci ZSRR z siedmioma złotymi i jednym srebrnym medalem. Były to pierwsze igrzyska, podczas których trójbój zastąpiono dwubojem (z programu wyeliminowano wyciskanie sztangi). Zawody olimpijskie były jednocześnie 50. Mistrzostwami Świata w Podnoszeniu Ciężarów.

## Klasyfikacja medalowa
| Klasyfikacja medalowa | Klasyfikacja medalowa | Klasyfikacja medalowa | Klasyfikacja medalowa | Klasyfikacja medalowa | Klasyfikacja medalowa |
| --------------------- | --------------------- | --------------------- | --------------------- | --------------------- | --------------------- |
| Miejsce               | Reprezentacja         | Złoto                 | Srebro                | Brąz                  | Razem                 |
| 1.                    | ZSRR                  | 7                     | 1                     | 0                     | 8                     |
| 2.                    | Bułgaria              | 2                     | 3                     | 1                     | 6                     |
| 3.                    | NRD                   | 0                     | 1                     | 2                     | 3                     |
| 3.                    | Polska                | 0                     | 1                     | 2                     | 3                     |
| 5.                    | Węgry                 | 0                     | 1                     | 1                     | 2                     |
| 6.                    | Francja               | 0                     | 1                     | 0                     | 1                     |
| 6.                    | Stany Zjednoczone     | 0                     | 1                     | 0                     | 1                     |
| 8.                    | Japonia               | 0                     | 0                     | 2                     | 2                     |
| 9.                    | Iran                  | 0                     | 0                     | 1                     | 1                     |

## Medaliści
| Konkurencja                 | Złoto              | Wynik    | Srebro             | Wynik    | Brąz                | Wynik    |
| Waga musza (-52 kg)         | Aleksandr Woronin  | 242,5 kg | György Kőszegi     | 237,5 kg | Mohammad Nasiri     | 235,0 kg |
| Waga kogucia (-56 kg)       | Norair Nurikjan    | 262,5 kg | Grzegorz Cziura    | 252,5 kg | Kenkichi Andō       | 250,0 kg |
| Waga piórkowa (-60 kg)      | Nikołaj Kolesnikow | 285,0 kg | Georgi Todorow     | 280,0 kg | Kazumasa Hirai      | 275,0 kg |
| Waga lekka (-67,5 kg)       | Petro Korol        | 305,0 kg | Daniel Senet       | 300,0 kg | Kazimierz Czarnecki | 295,0 kg |
| Waga średnia (-75 kg)       | Jordan Mitkow      | 335,0 kg | Wartan Militosjan  | 330,0 kg | Peter Wenzel        | 327,5 kg |
| Waga lekkociężka (-82,5 kg) | Waleryj Szaryj     | 365,0 kg | Trendafił Stojczew | 360,0 kg | Péter Baczakó       | 345,0 kg |
| Waga półciężka (-90 kg)     | Dawid Rigiert      | 382,5 kg | Lee James          | 362,5 kg | Atanas Szopow       | 360,0 kg |
| Waga ciężka (-110 kg)       | Jurij Zajcew       | 385,0 kg | Krystju Semerdżiew | 385,0 kg | Tadeusz Rutkowski   | 377,5 kg |
| Waga superciężka (+110 kg)  | Wasilij Aleksiejew | 440,0 kg | Gerd Bonk          | 405,0 kg | Helmut Losch        | 387,5 kg |